# Герб Кантабрії
Герб Кантабрії, прийнятий 22 грудня 1984 р., має форму чотирикутника із закругленим кінцем (в геральдиці називають іспанським щитом). Щит пересічено. У першому синьому півполі золота вежа зправа, що просвічена синім, зліва вітрильник природніх кольорів, який розірвав чорний ланцюг від вежі до правого флангу щита у срібно-синіх блакитних смугах. Вітрильник супроводжують дві відірмані чоловічі голови в ореолах. У червоному півполі дискоїдальна стела з геометричною орнаментацією типу кантабрійських стел Барроса та Ломбера (в її інституційному застосуванні переважає перша). 
Щит покритий королівською короною, яка являє собою золоте коло, прикрашене дорогоцінними каменями, що складається з восьми кінцівок, з рослинних прикрас, п'ятьох видимих, увінчаних перлинами і чиї листя виходять з півдуги, які сходяться в синій кулі, з напівмеридіаном і золотим екватором увінчаним золотим хрестом. Корона підбита червоним. 
Історична вежа першого півполя представляє Торре-дель-Оро і корабель, що розриває ланцюг, відтворює символ завоювання Севільї Кантабрійськими моряками на службі короля Фернандо III Кастильського у 1248 році. Він символізує військовий подвиг, здійснений 3 серпня того ж року армією Братства чотирьох вілл під командуванням адмірала Рамона де Боніфаза, кораблі якого зуміли розірвати товстий ланцюг, що закривав прохід через річку Гвадалквівір, і прискорили вторгнення решти християнського флоту в пошуках моста човнів, що з'єднували Севілью та Тріану, який теж були взяті того ж дня.
Геральдики символізує вісім століть діяльності, яка характеризується морську Кантабрію, в той час як агіографічні посилання обґрунтовують включення глав святих мучеників Святого Еметеріо і Святого Селедона, які представляють собою єдність території, що знаходяться під їх заступництвом. 
Друге півполе відтворює образ однієї з найважливіших спадщин, яку залишили первісні народи, що населяли цей регіон: гігантські стели кантабрийців. Для цього була використана стела Барроса як модель, названа за те, що була виявлена в однойменному містечку, розташованому в долині Буелі. Офіційний герб Кантабрії завершений включенням королівської корони. 
Щит зрізаного типу та сцена верхнього півполя є спадщиною від старого герба провінційної ради Сантандер, розробленого літописцем Томаше Маза Солано та чинним з моменту його затвердження в 1936 році. Цей блазон також використовувався Регіональною радою конституції Кантабрії як автономної громади до прийняття чинної конструкції.
Герб створено технічною комісією експертів, призначеної урядом. Історики та геральдисти Хосе Луїс Касадо Сото, Маріо Гарсія-Олива та Кармен Гонсалес Ечегарай були його учасниками. Остаточна пропозиція викликала дискусію, в якій Соціалістична партія Кантабрії-ПСОЕ виступила проти включення верхніх елементів і представила поправку, в якій запропоновано альтернативний щит зі стелою Барроса на червоному полі як єдиною фігурою. Цей інший варіант був підтриманий Регіоналістичною партією Кантабрії, яка також неофіційно запропонувала можливість заміни суперечливих веж та голів на іншу із зубром Альтаміра, яка вже була включена за короткий час до герба Кантабрійського університету.  Нарешті, жоден інший варіант не був підтриманий, і щит, який підтримувала обласна рада, пройшов далі без консенсусу. 
З моменту затвердження щит з'являється в центрі інституційної версії прапора Кантабрії.